# Margarita Lecuona
Margarita Lecuona (1910–1981) là ca sĩ, nhà soạn nhạc người Cuba. Bà được nhớ đến là người sáng tác các bài hát dòng nhạc Afro như "Babalú " và "Tabú".

## Tiểu sử
Lecuona sinh ra tại Havana ngày 18 tháng 4 năm 1910. Mẹ là Eugenio Lecuona, lãnh sự Cuba ở New York. Bà học trường Colegio Nuestra Señora de las Mercedes và trường Colegio Sepúlveda ở Havana và Instituto de La Habana. Bà học múa tại Escuela de ballet, được bậc thầy ba lê Nikolai Yavoursky cho biểu diễn trong một số tác phẩm.
Vào năm 1930, khi còn đang học, bà soạn nhạc và chơi guitar bài "Soñadora". Năm 1942, bà cùng với Olga Luque lập nhóm nhạc mang tên Lecuona Cuban Girls, biểu diễn trên sân khấu và trên đài phát thanh. Trong số nhiều tác phẩm của bà vào đầu thập niên 40 nổi bật lên hai ca khúc mang tựa đề "Tabú" và "Babalú". "Tabú" trở nên nổi tiếng khi được Arthur Lyman và Les Baxter cover lại, còn "Babalú"  cũng được biết đến rộng rãi nhờ ca sĩ Desi Arnaz.
Năm 1947, bà kết hôn với nam diễn viên người Argentina tên là Pepe Armil. Năm 1957, bà chuyển đến Buenos Aires và định cư tại đây. Bà đi du lịch nhiều nước như Chile, Uruguay, Peru, Brazil và Mexico, biểu diễn trên đài phát thanh và trên sân khấu.
Năm 1969, bà trở về Hoa Kỳ. Bà mất tại New Jersey năm 1981.